# Monticelli (Mesola)
Monticelli (Musiè in dialetto ferrarese) è una frazione italiana abitata da 900 abitanti, sita nel comune di Mesola in provincia di Ferrara.

## Geografia fisica

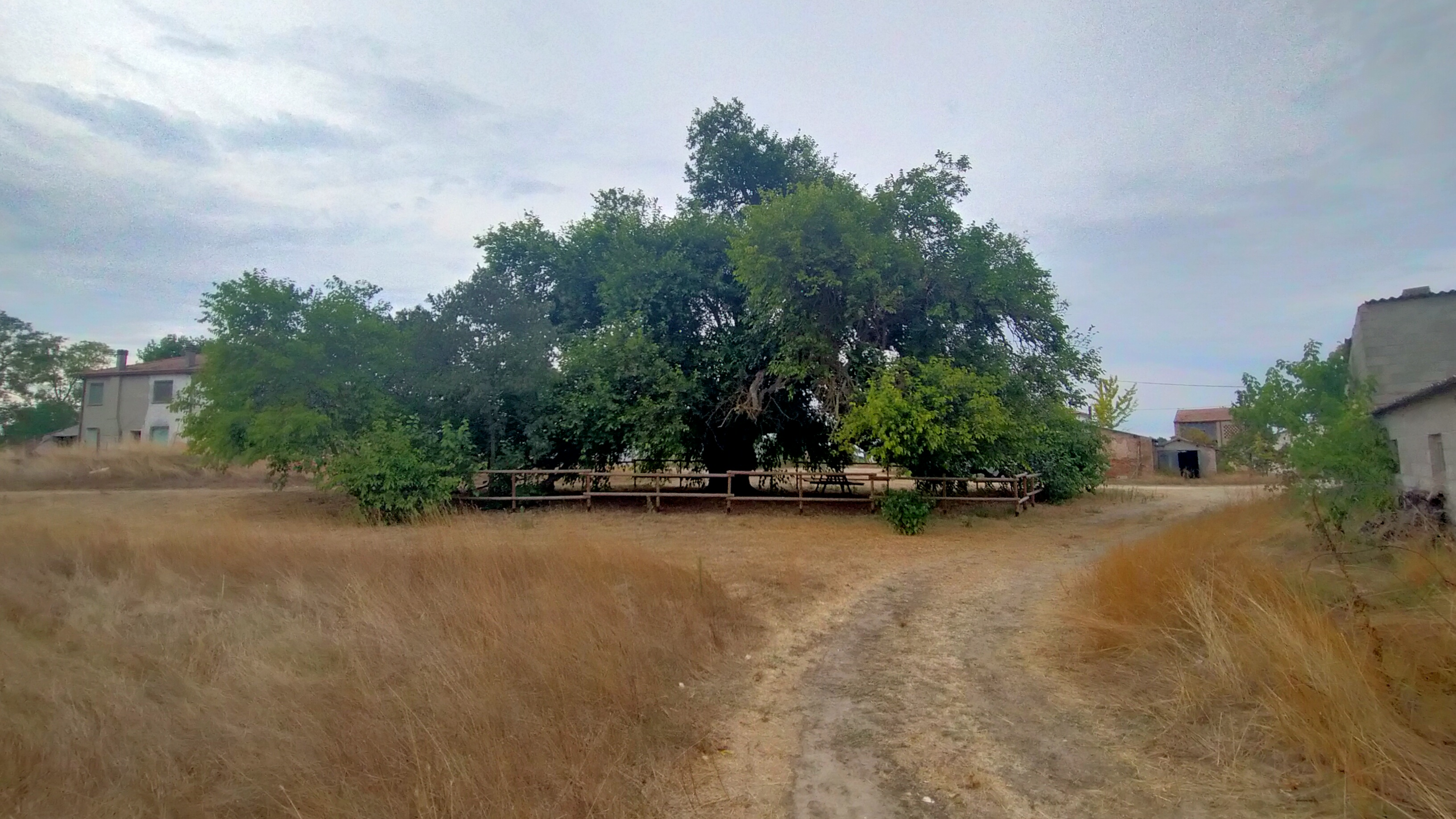
Gelso Bianco

Monticelli è una frazione del Delta del Po in Provincia di Ferrara. Il territorio, interamente pianeggiante, è per la gran parte sotto il livello del mare, ma sono ancora visibili i cordoni dunosi che delimitavano il litorale attorno all'anno mille (Dune fossili di Massenzatica). Il toponimo infatti, deriva dalla configurazione stessa del territorio su cui sorge il paese. Oggi tali "Monticelli" responsabili del nome attribuito al paese, non sono più agevolmente visibili nella loro configurazione originaria, avendo subito modificazioni e spianamenti per uso agricolo ed abitativo. Di interesse naturalistico, il secolare Gelso bianco che domina la campagna con il suo maestoso ed elegante alto fusto che rientra tra l'altro nel registro degli alberi tutetali della regione Emilia-Romagna. Monticelli si trova nel Delta del Po, a nord dell'ex ramo del Po di Volano e a sud del ramo denominato Po di Goro che rappresenta sia il confine comunale che la divisione tra il Veneto e l'Emilia-Romagna.

## Eventi
La Sagra della Cagatrepula: 
Nel periodo che va dal 28 giugno al 14 luglio 2013 è partita la prima Sagra della Cagatrepula (tribolo comune) che vede la sua forza nello stand gastronomico, dove si possono mangiare prelibate portate sia a base di pesce che a base di carne. Grazie a tale evento la piazza del paese è ritornata a brulicare di gente.
La tradizione del Natale: 
Il 24 dicembre le strade del paese si colorano di rosso grazie ad un gruppetto di volontari vestiti da Babbo Natale che portano regali e caramelle ai più ed ai meno piccini.
La Vecia (Befana): Tutti gli anni, il giorno dell'Epifania, un gruppo di volontari mascherati gira per le frazioni di Monticelli e Massenzatica portando dolciumi ed allegria ad anziani e bambini.